# Palazzo Sarcinelli (Vittorio Veneto)
Palazzo Sarcinelli è un'architettura di Vittorio Veneto, ubicata nel centro storico di Serravalle, tra via Martiri della Libertà e piazzetta Vecellio.

## Storia
Palazzo Sarcinelli viene costruito nei primi anni del XVI secolo dal ramo serravallese della nobile famiglia Sarcinelli, in particolare dai fratelli Giovanni e Martino.
Nello stesso secolo questo palazzo si lega alle vicende della famiglia Vecellio: infatti la figlia di Tiziano, Lavinia, fu data in sposa negli anni 1550 a Cornelio Sarcinelli di Serravalle, dando alla luce numerosi figli, prima della prematura morte avvenuta forse nel 1561. Di lei resta, ancor oggi, la stanza.
Attualmente il palazzo è ancora privato e ha beneficiato di un importante restauro negli anni 2000.

## Descrizione
Tipica struttura rinascimentale, Palazzo Sarcinelli ha la facciata principale su via Martiri. Caratterizzata da una forometria disposta simmetricamente, che evidenzia i tre livelli (più il sottotetto) di cui l'edificio si compone.
Il piano terra, dove è posto centralmente un portale rettangolare, è aperto da un porticato con cinque arcate a tutto sesto, sotto le quali e sulla cornice delle quali sono presenti, in bassorilievo, delle rosette portafortuna.
Secondo uno schema che interessa entrambi i piani nobili, tra coppie di monofore a tutto sesto in cornice lapidea rettangolare, si inseriscono le due quadrifore centrali, dotate di balaustra ed elementi scultorei, tra i quali, sui pilastrini di sostegno, ritorna il tema delle rosette portafortuna.